# Laser a ioni di argon
Il laser a ioni di argon è un laser a ioni il cui mezzo attivo è costituito da ioni di argon e kripton. Rientra nella categoria dei laser a gas.

## Caratteristiche
La lunghezza d'onda del fascio emesso può variare da 500 nm a 1 000 nm (visibile-IR), con potenze raggiungibili di poche decine di watt, che lo rendono adatto principalmente per applicazioni in ambito medicale.
Il principio di funzionamento del laser a ioni di argon consiste nell'applicare una differenza di potenziale alla cella contenente il gas formando così ioni Ar+. In questo situazione però gli ioni di Ar possono andare a scaricarsi sul catodo; per evitare questo effetto indesiderato, la cella viene circondata da un magnete che confina gli ioni Ar+ al centro.

L'inversione di popolazione a questo punto avviene fra Ar+ e Ar.